# Ентероколіт
Ентероколі́т (лат. enterocolitus — від лат. énteron — тонка кишка та лат. colitus — запалення товстої кишки) — одночасне ураження різного характеру тонкої та товстої кишок. Одне з найчастіших захворювань системи травлення, яке призводить до атрофічних змін слизової оболонки та порушення функцій кишок. Якщо причиною запалення є збудник, то тоді ентероколіт відносять до кишкових інфекційних захворювань.
Захворювання тривале. Причинами його є кишкові інфекційні хвороби, гельмінтози, порушення харчування, зловживання гострою їжею, алкоголем, інтоксикація виробнича та медикаментозна, тривале вживання антибіотиків, харчова алергія, радіаційні ураження.

## Клінічні ознаки
При переважному ураженні тонкої кишки хворі скаржаться на розлад стула, часті проноси, тупий біль у біляпупковій ділянці, розпирання в животі після їжі, нудоту, метеоризм, відсутність апетиту. При переважному ураженні товстої кишки ниючий біль локалізується в бокових відділах кишки, проноси та запори однакової частоти.

## Лікування
Лікування комплексне. Велике значення має харчування з підвищеним вмістом білків та обмеження вуглеводів. При загостреннях призначають антибіотики, ферменти.